# Kishinouyeum jianfenglingensis
Kishinouyeum jianfenglingensis är en bönsyrseart som beskrevs av Hua 1984. Kishinouyeum jianfenglingensis ingår i släktet Kishinouyeum och familjen Mantidae. Inga underarter finns listade i Catalogue of Life.